# Eublemma nigrivitta
Eublemma nigrivitta  là một loài bướm đêm trong họ Erebidae.